# Dagatundada
Dagatundada (nep. दगातुन्डाँडा) – gaun wikas samiti w zachodniej części Nepalu w strefie Dhawalagiri w dystrykcie Baglung. Według nepalskiego spisu powszechnego z 2011 roku liczył on 1168 gospodarstw domowych i 5466 mieszkańców (3108 kobiet i 2358 mężczyzn).